# Architecture Description Language
Eine Architecture Description Language (kurz ADL) hat den Anspruch, Software-Architekturen zu beschreiben.
Dies geschieht meist sowohl in grafischer als auch in textueller Form. Viele ADLs haben den Anspruch, Software-Architekturen so zu beschreiben, dass sie auch für Laien verständlich sind. Ein Mittel, um dies zu erreichen, ist die Verwendung von leicht verständlichen Grafiken.
Es gibt verschiedene Möglichkeiten, Software zu dokumentieren. Da es keinen einheitlichen Standard gibt, haben verschiedene Gruppen verschiedene ADLs entwickelt. Als Industriestandard kristallisiert sich langsam die Unified Modeling Language (UML) heraus.
Vorteile einer ADL sind, dass das Software-System beschrieben werden kann, noch bevor es tatsächlich implementiert wird. Da jede ADL genau spezifiziert ist, sind Missverständnisse leichter zu vermeiden.
Zu den meisten ADLs existieren Analyse-, Entwicklungs- und/oder Simulationswerkzeuge. Diese erleichtern nicht nur die Softwareentwicklung, sondern erlauben teilweise auch eine Messung von Systemeigenschaften, noch bevor das System implementiert ist.